# Albești (Ialomița)
Albești es una comuna ubicada en el distrito de Ialomița, Rumania.

## Superficie
Cuenta con una superficie de 59,16 kilómetros cuadrados.

## Demografía
Hasta 2021 la población era de 1056 habitantes, con una densidad de población de 17,85 habitantes por kilómetro cuadrado.